# Rubielos de Mora

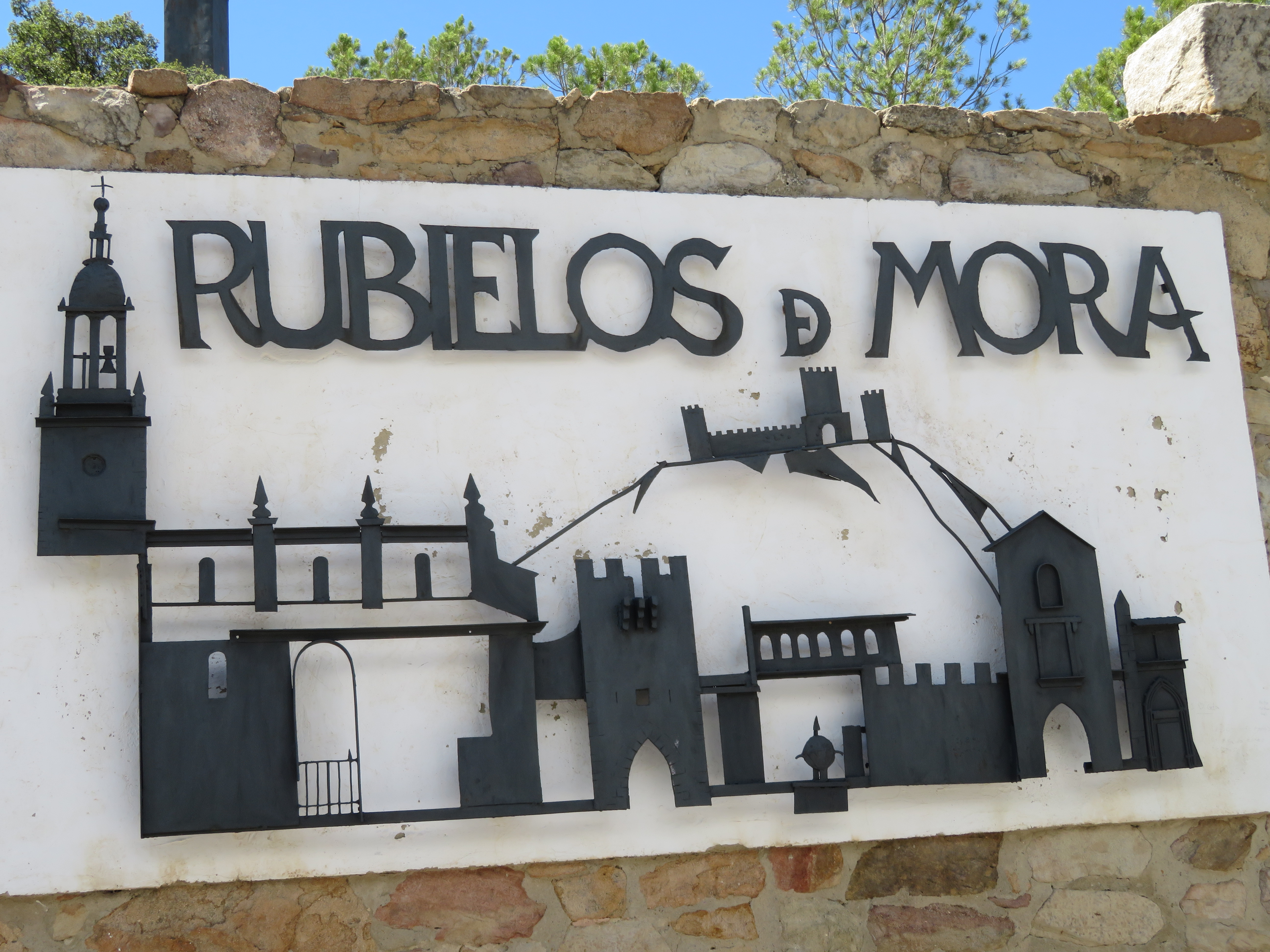
Rubielos de Mora

Rubielos de Mora es un municipio y localidad española de la provincia de Teruel, en la comunidad autónoma de Aragón. El término municipal, ubicado en la comarca de Gúdar-Javalambre, tiene una población de 615 habitantes (INE 2024).

## Geografía
Rubielos de Mora está emplazado en el piedemonte meridional de la sierra de Gúdar (sistema Ibérico), a 929 m sobre el nivel del mar, distante unos 55 km de la capital de provincia. Su temperatura media anual es de 11,5 °C y su precipitación anual de 500 mm.

## Historia
El historiador Pascual Madoz, en su Diccionario geográfico-estadístico-histórico de España de 1845, ya dejó constancia de «la antigüedad romana de Rubielos por una lápida que se ha conservado, y por haber aparecido enterrado en un cimiento un cantarillo saguntino con unas 200 medallas de oro y plata, todas de los emperadores romanos».
En cualquier caso, las primeras referencias escritas sobre la villa datan del siglo XII.  En un principio, el pueblo ocupaba aproximadamente media hectárea y se extendía en torno al castillo. En el siglo XIII, Rubielos comenzó a formarse en torno a una trama urbana cuyo espacio estaba descrito por tres ramas que se iniciaban en tres portales de entrada: la calle de San Antonio, la calle de Félix Cebrián y las calles del pintor José Gonzalvo-Canónigo Aranda desde el portal del Carmen. La repoblación del lugar, acaecida en esa época, convirtió a Rubielos en una de las ciudades más importantes de la Comunidad de Teruel. 
En el siglo XVI, se produjo una reforma arquitectónica que afectó al trazado urbano. En el primer cuarto del siglo siguiente, Rubielos experimentó más transformaciones en torno al recinto de la muralla: se edificaron la iglesia parroquial y el Convento de las Carmelitas. El poder de la nobleza rubielana de entonces favoreció la construcción de muchos de los edificios y palacios que conforman el importante patrimonio del lugar. También son de esa época la mayoría de las ermitas y puentes.
Durante los siglos XIX y XX, la localidad continuó creciendo más allá de sus fronteras. Pascual Madoz relata que a mediados del siglo XIX Rubielos de Mora estaba compuesta por «550 casas de regular construcción, cercadas por una tapia o muro de poca solidez; las calles son llanas y bien empedradas, con cuatro plazas denominadas de los Toros, del Carmen, del Sol y de la Sombra; en el centro de la del Carmen hay una fuente ó surtidor de agua, de la cual se sirven los vecinos». La burguesía terrateniente ostentaba un papel preponderante, como así lo atestiguan los edificios señoriales que todavía hoy se conservan.
Las diferentes contiendas de la historia reciente tuvieron repercusión en Rubielos. Así, durante la primera guerra carlista, en septiembre de 1835, el general carlista Cabrera entró en Rubielos y mantuvo una encarnizada lucha con la guarnición de la localidad. Saliendo finalmente victorioso, acabó con la vida de 72 defensores, entre urbanos y provinciales de Ciudad Real.

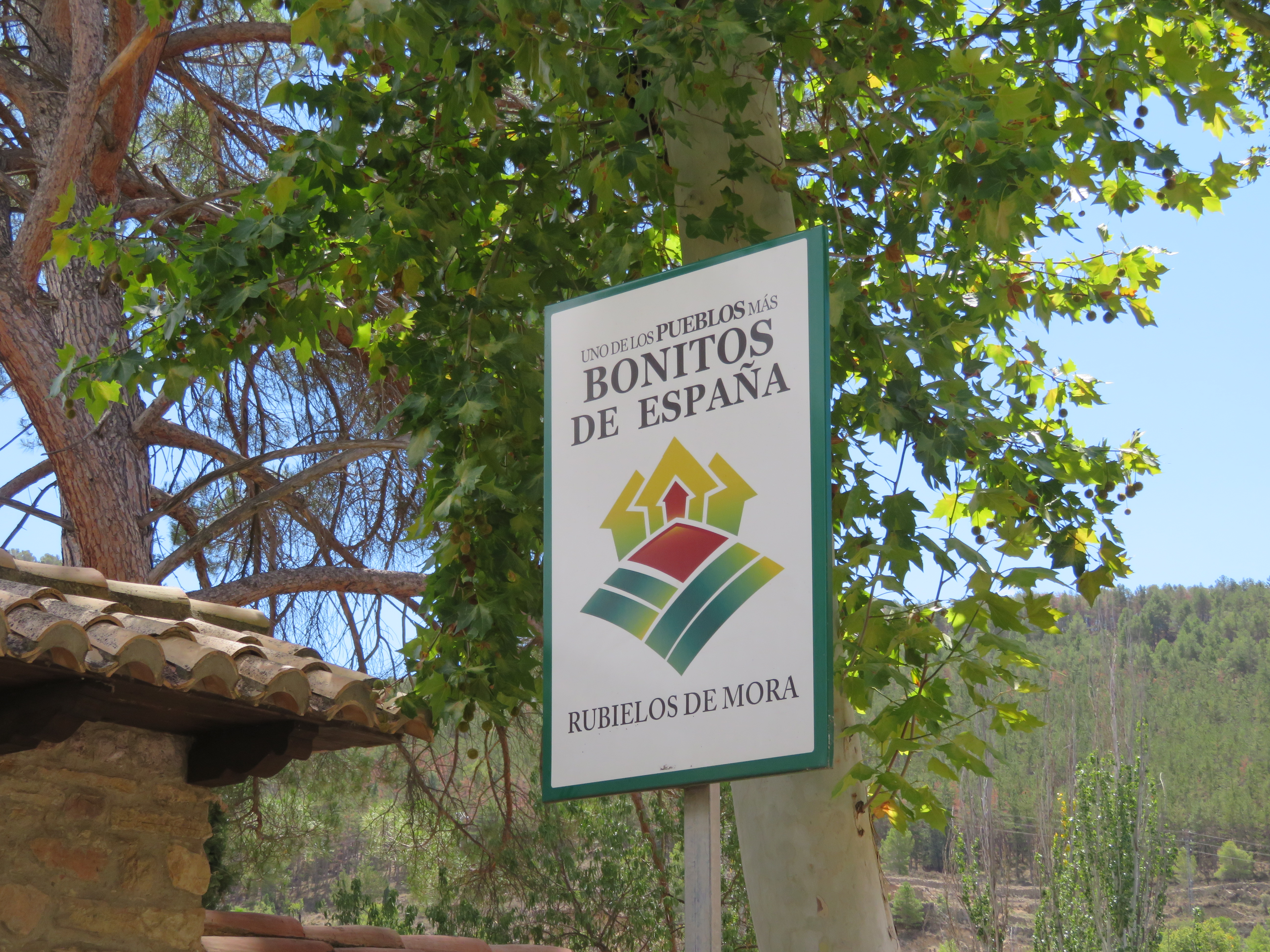
Rubielos de Mora uno de los pueblos más bonitos de España

En el contexto de la Guerra Civil, cabe reseñar que en Rubielos existió un aeródromo de la República, emplazado en el centro del valle, siendo el centro de operaciones la Ermita de los Santos Mártires Abdón y Senén; el templo fue acondicionado para salón de reuniones y se habilitaron las construcciones colindantes como almacenes, vivienda, cocinas, enfermería, sala de radio y refugio. Dicho aeródromo, como todos los de la zona, cayó en manos del ejército de Franco entre marzo y abril de 1938. Con anterioridad, en enero de 1938, el pueblo fue el escenario de los llamados «Sucesos de Rubielos de Mora», muy utilizados por la propaganda franquista para menoscabar los esfuerzos del ejército republicano. Un grupo de soldados de la 84.ª Brigada Mixta, que habían combatido duramente en la toma de Teruel, se amotinaron negándose a reincorporarse en la defensa de dicha ciudad tras la concesión de un permiso en esta localidad. El mando republicano procedió de la manera habitual en cualquier guerra, y de entre cientos de soldados, ordenó el fusilamiento de 46 hombres por amotinamiento y cobardía. 
Tras la guerra, el «maquis» tuvo especial relevancia en la zona. En mayo de 1947, la guerrilla hizo estallar una carga explosiva bajo la vía férrea que unía Rubielos de Mora con Mora de Rubielos, quedando interrumpido el tráfico ferroviario durante diecisiete horas. Días después volvía a estallar otro artefacto entre las estaciones de Barracas y Rubielos de Mora, interrumpiendo la circulación en el Ferrocarril Central de Aragón. El 15 de mayo del mismo año, hombres de la Agrupación Guerrillera de Levante y Aragón (AGLA) entraron en Rubielos, ocupando las calles y repartiendo propaganda.
El importante patrimonio de Rubielos ha propiciado que en 1980 la villa fuera declarada conjunto histórico-artístico y que, tres años después, recibiera el premio «Europa Nostra», además de medallas de turismo del Gobierno de Aragón y un Premio Nacional del Ministerio de Transporte, Turismo y Comunicaciones. Ingresó en 2013 en la asociación de Los Pueblos Más Bonitos de España.
El pueblo fue elegido en diciembre de 2016 como «el pueblo más bueno y bello de España», resultando vencedor del programa Luce tu pueblo emitido por el canal Divinity de Mediaset España.

## Demografía
Rubielos de Mora cuenta con una población de 615 habitantes (INE 2024).
| Gráfica de evolución demográfica de Rubielos de Mora entre 1842 y 2021                                              |
| |
| Población de derecho según los censos de población del INE Población de hecho según los censos de población del INE |

A lo largo del siglo XX, la evolución demográfica de Rubielos de Mora ha sido siempre negativa, desde los 2257 habitantes de principios de siglo hasta los 570 de 1991. No obstante, se observa cierta recuperación en el siglo XXI, habiendo subido su población a 635 habitantes en 2020.

## Administración y política
| Período             | Alcalde                                  | Partido     |  |
| ------------------- | ---------------------------------------- | ----------- |  |
| 1936                | José María Martin Edo                    |             |  |
| 1938-1940           | Sebastián Simón Corbatón                 |             |  |
| 1940-1943           | Ricardo Domingo Guillén                  |             |  |
| 1943-1946           | Francisco Placencia Aparicio             |             |  |
| 1946-1948           | Nicolás Torán Bertolín                   |             |  |
| 1948                | Vicente Vicente Alegre                   |             |  |
| 1948-1951           | Rafael Arnau Benages                     |             |  |
| 1951-1955           | Práxedes Val Monleón                     |             |  |
| 1955-1959           | Luis Pastor Mejuto                       |             |  |
| 1959                | Agustín Edo Arnau                        |             |  |
| 1959-1967           | Práxedes Val Monleón                     |             |  |
| 1967-1974           | José Torán Pastor                        |             |  |
| 1979-1982 1982-1983 | Vicente Arnau Górriz Miguel Tomás Martín | PSOE        |  |
| 1979-1982 1982-1983 | Vicente Arnau Górriz Miguel Tomás Martín | PSOE        |  |
| 1983-1987           | Lorenzo Pina Igual                       | PSOE-Aragón |  |
| 1987-1991           | Ángel Gracia Lucía                       | PSOE-Aragón |  |
| 1991-1995           | Ángel Gracia Lucía                       | PSOE-Aragón |  |
| 1995-1999           | Ángel Gracia Lucía                       | PSOE-Aragón |  |
| 1999-2003           | Ángel Gracia Lucía                       | PSOE-Aragón |  |
| 2003-2007           | Ángel Gracia Lucía                       | PSOE-Aragón |  |
| 2007-2011           | Ángel Gracia Lucía                       | PSOE-Aragón |  |
| 2011-2015           | Ángel Gracia Lucía                       | PSOE-Aragón |  |

| Partido político    | Partido político                                   | 2003   | 2007   | 2011   | 2015   |
| Partido político    | Partido político                                   | Ediles | Ediles | Ediles | Ediles |
|                     | Partido de los Socialistas de Aragón (PSOE-Aragón) | 4      | 5      | 4      | 5      |
|                     | Partido Aragonés (PAR)                             | 2      | 2      | 3      | 2      |
|                     | Partido Popular de Aragón (PP)                     | 1      | —      | 0      | —      |
| Total de concejales | Total de concejales                                | 7      | 7      | 7      | 7      |

## Patrimonio

### Arquitectura religiosa

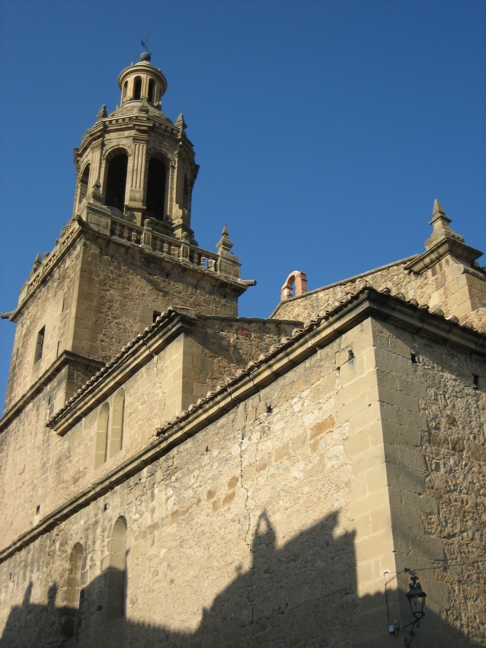
Ex Colegiata de Santa María la Mayor, construida en el y reformada casi por completo en 1620

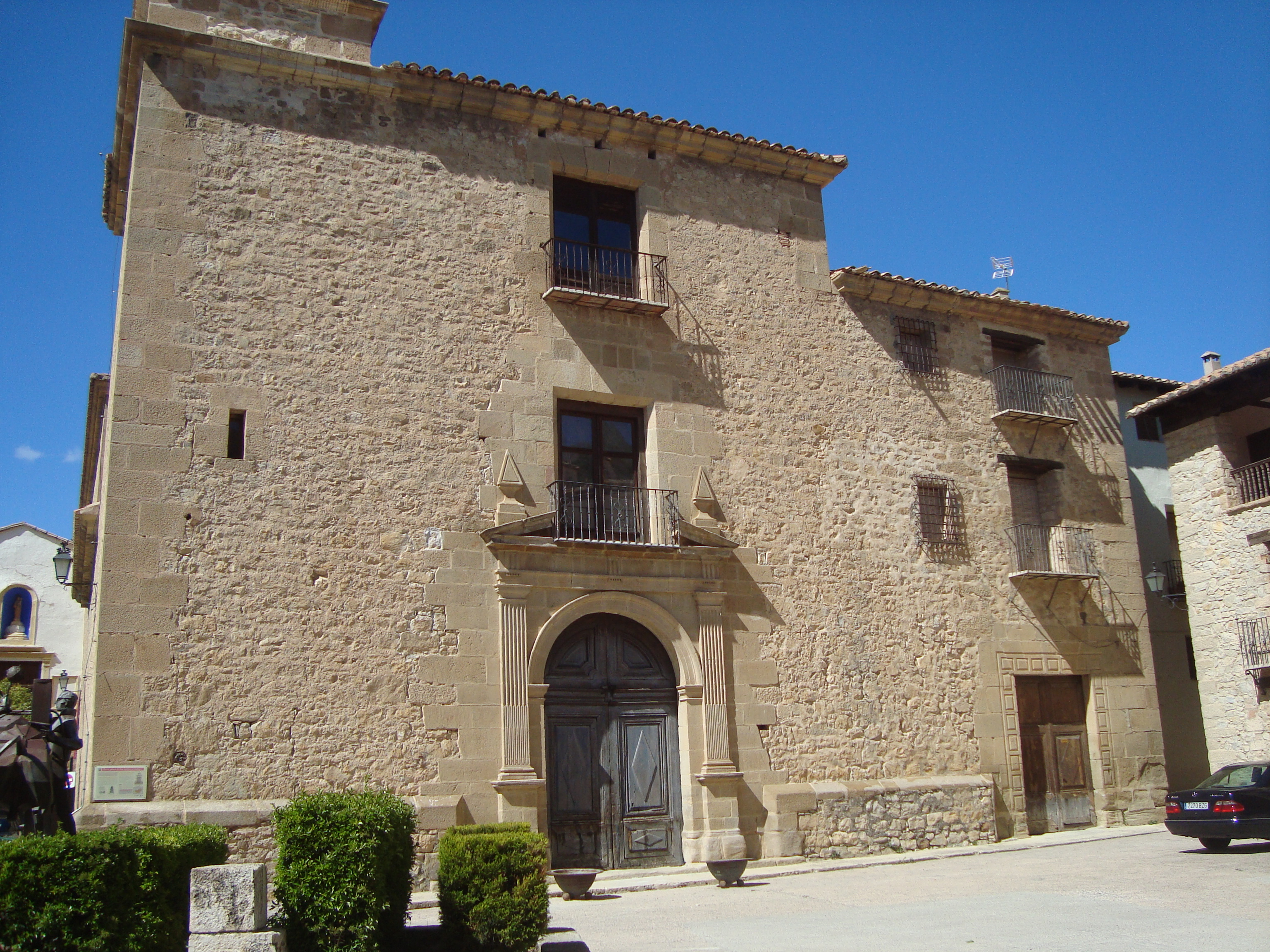
Iglesia de San José del antiguo Convento de las Carmelitas

La iglesia de Santa María la Mayor es una construcción barroca de mampostería y cantería. Su planta es rectangular de una nave con capillas laterales cubiertas por bóvedas de crucería. En el exterior y en el lado del Evangelio, en el tercer tramo, está la portada principal, labrada en piedra, con pórtico cubierto con bóveda de crucería y abierto en arco de medio punto. Posee una torre con tres cuerpos cuadrados y un cuarto octogonal, en el que se encuentran las campanas; una de ellas data de 1476.
La villa cuenta con varias ermitas. La de los Santos Mártires Abdón y Senén es, posiblemente la más antigua, ya que su fecha de construcción se sitúa en el siglo XV. De dicha época se conserva un rosetón gótico. Edificada en mampostería y cantería, tiene planta rectangular con bóveda de cañón apuntada.

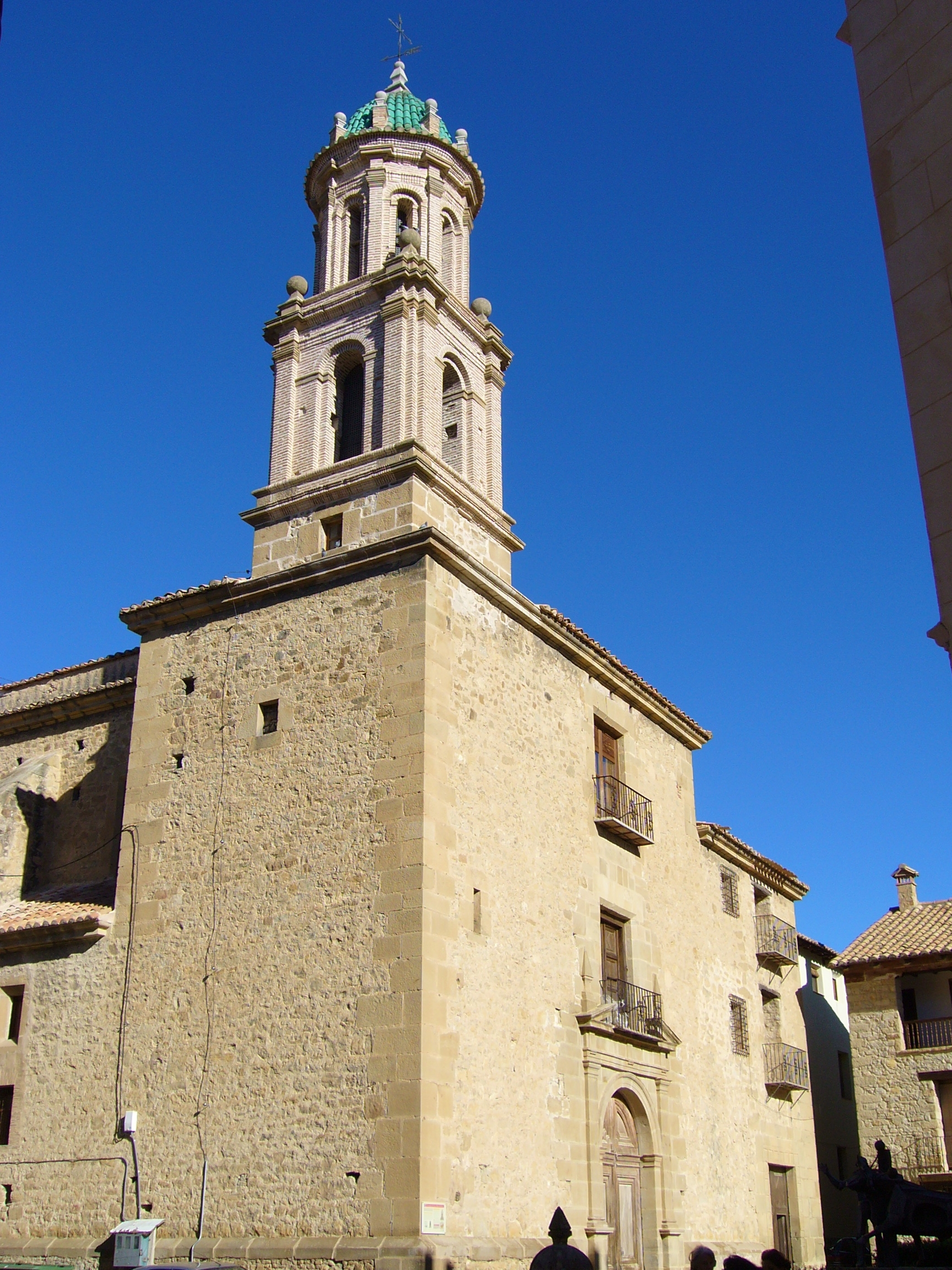
Iglesia del antiguo Convento de las Carmelitas

La ermita de Santa Ana es un templo construido en la primera mitad del siglo XVII —se conservan las cuentas de los gastos de manutención entre 1659 y 1662. En 1888 fue reformada, sustituyéndose la bóveda de medio cañón por una techumbre a cuatro vertientes.
La ermita del Pilar está situada en la antigua casa de los Tonda-Serret y que luego pasó a los marqueses de Villasegura. Realizada en cantería, es de planta rectangular con una única nave cubierta con bóveda de lunetos. Se halla revestida con estucos del siglo XVII. Desmantelada en 1936, posteriormente se redecoró con una serie de lienzos.
Además de las anteriores, cabe destacar las ermitas de Santa Bárbara, la de los Desamparados y la San Miguel y la de San Roque. Sobre esta última se sabe que en 1652 ya había comenzado a levantarse, y que su consagración tuvo lugar en 1658. Una última ermita, la del Calvario, es un templo neoclásico restaurado, con planta octogonal al exterior y circular al interior, que preside el valle del pueblo. 
La villa contaba con dos conventos. Del convento de Agustinas, merece especial atención su iglesia, construida en el siglo XIV, que fue la primitiva parroquia del municipio. En el siglo XV se le añadieron las capillas junto a la puerta y en 1624, tras desalojar lo que fue la antigua iglesia, se fundó adosado a su ábside el monasterio de San Ignacio de Loyola, de agustinas. El otro convento, el de las Carmelitas Descalzas, fue fundado en 1608 y su construcción concluida en 1622. De su conjunto, realizado en piedra, destaca la iglesia y el claustro. En 1835 sufrió una importante sacudida en su estructura durante las guerras carlistas.

### Arquitectura civil

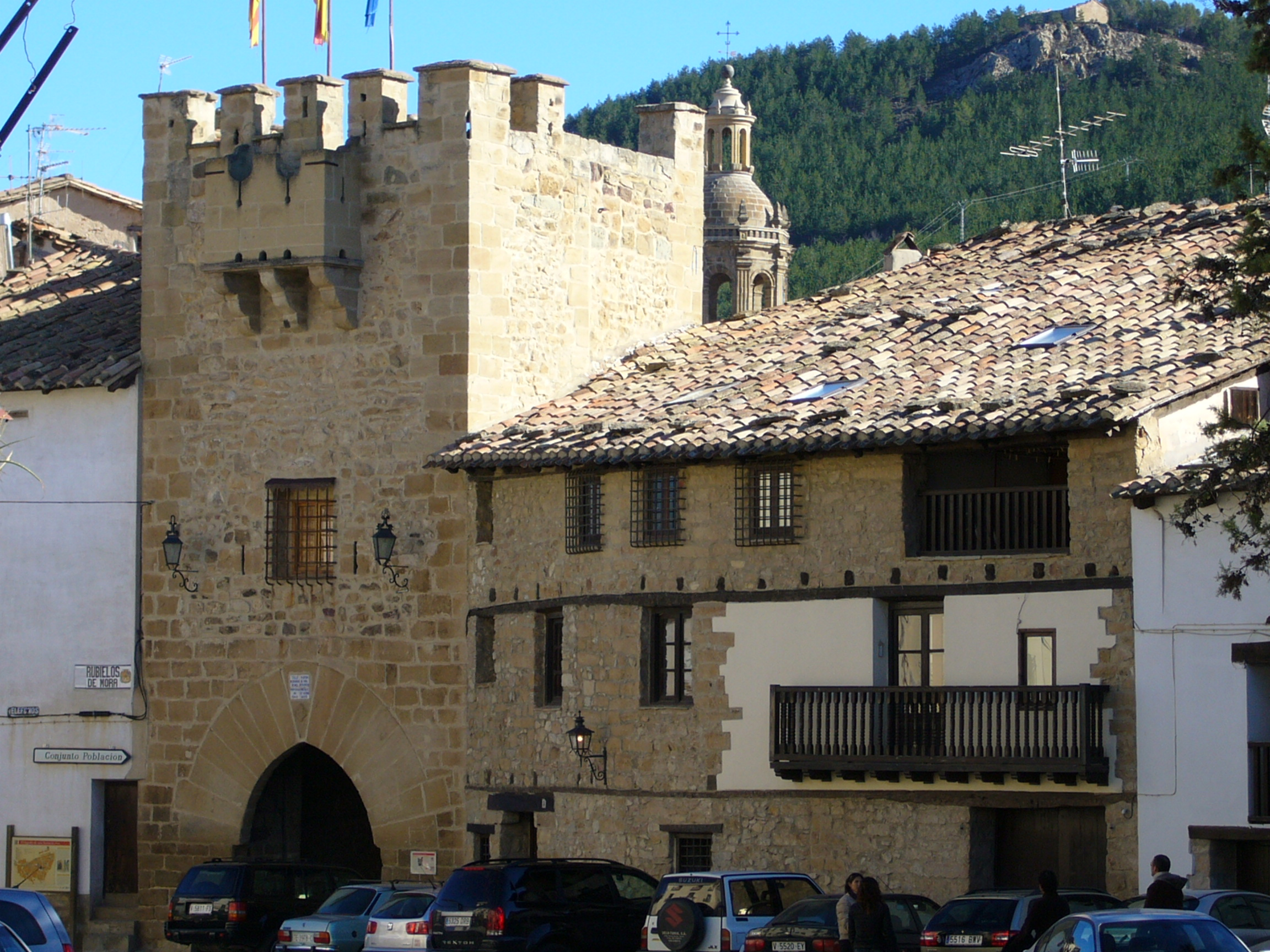
Portal de San Antonio, que antaño formaba parte del sistema defensivo de la localidad

El pueblo cuenta con un casco urbano antiguo muy bien conservado, galardonado con el premio Europa Nostra en 1983. De las siete antiguas entradas al recinto amurallado, tan sólo se conservan dos: el Portal de San Antonio y el del Carmen —antiguo de Santa María. El primero, fabricado en sillería y mampostería, posee una de las torres y puertas más bellas de Aragón. El segundo incluye, como parte del propio elemento arquitectónico, una capilla barroca dedicada a la Virgen del Carmen.
Otros edificios notables son la casa consistorial de Rubielos de Mora, renacentista del siglo XVI, y la antigua Lonja del pueblo. Diversas casas de la nobleza jalonan la localidad. Entre ellas se encuentran la Casa de los Condes de Florida, edificio con una notable fachada de tres plantas, toda ella de sillería, entre medianerías. La planta primera exhibe tres portadas barrocas, adinteladas y molduradas con diversa rejería, con un escudo sobre la central. En la planta segunda se abren dos balcones moldurados, con una peana de piedra en el del centro. Finalmente, en la planta tercera se despliega una galería de doce arcos, y, sobre ella, una cornisa doble de madera con profusa decoración. El Palacio de los Marqueses de Villasegura, con su fachada de grandes dimensiones, es uno de los de mayor tamaño de Rubielos. El exterior en diferentes alturas es la tradicional de los palacios de modelo renacentista aragonés. Casa de los Condes de Creixell, esta última es una construcción barroca cuya portada está presidida por el escudo nobiliario de la familia, y en ella estableció su cuartel el general Cabrera durante las Guerras Carlistas.

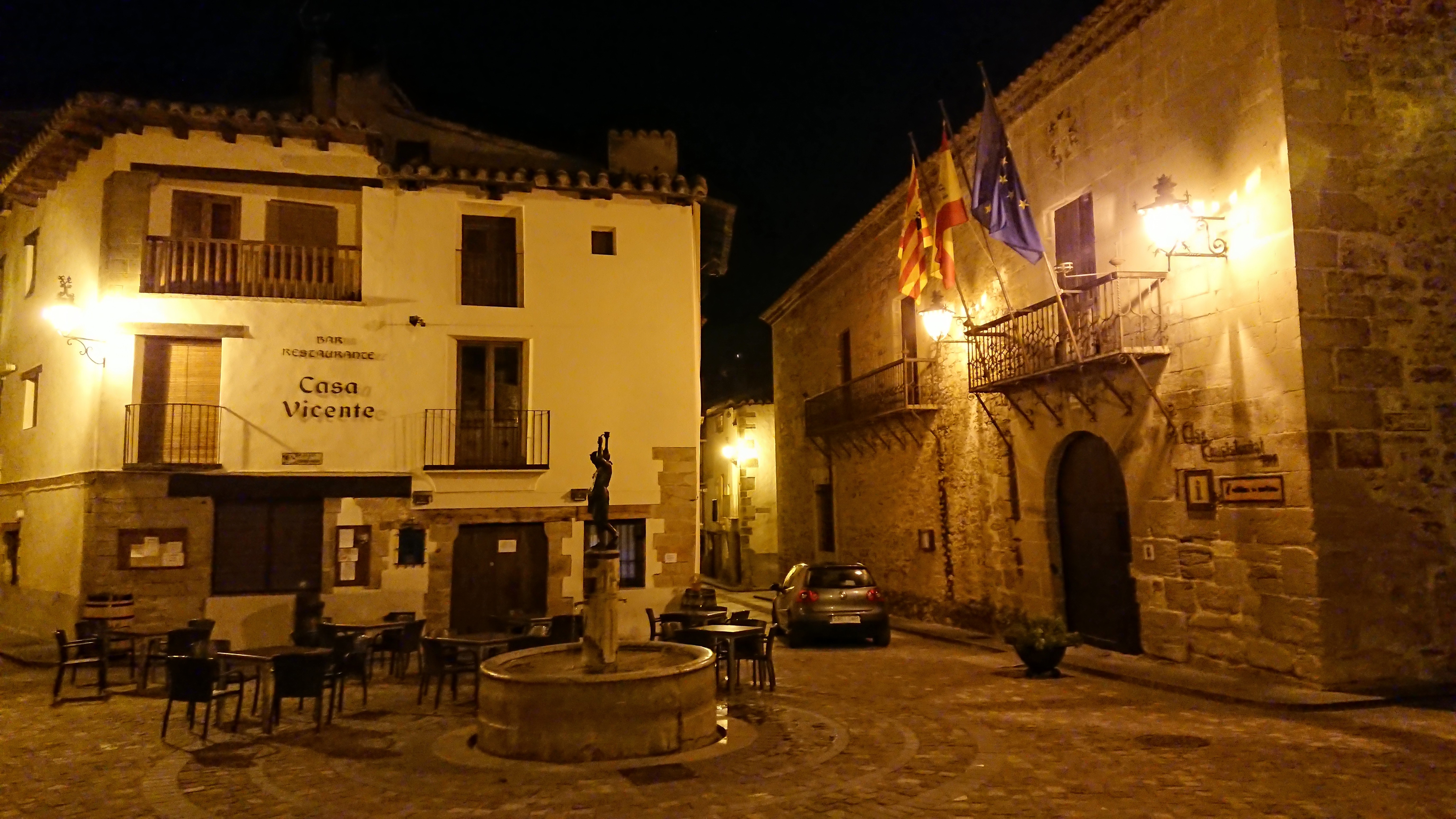
Casa consistorial

Destacan, peculiarmente, los dinteles de las puertas de muchas casas, que aún conservan de la época medieval tallados en la piedra símbolos u objetos que se referían a la profesión de la persona que la habitaba o símbolos cuyo significado no ha sido confirmado y que se piensa podían pertenecer a antiguas sociedades secretas del medievo (destaca una Tau templaria). Como anécdota, y debido a la realización en forja de las farolas del pueblo, se dice que no existen dos iguales, ya que en ellas se representan diversos objetos o animales.
Entre los monumentos más modernos de Rubielos figuran la Fuente de la Negrita, que recibe este nombre porque representa a una mujer con tocado oriental, y el Monumento al Toro Embolado, obra del escultor rubielano Gonzalvo Vives.

### Patrimonio cultural
El municipio cuenta con la Fundación Museo de Salvador Victoria, instalada en el antiguo Hospital de Gracia, edificio construido a mediados del siglo XVIII. La planta baja alberga el fondo bibliográfico y una sala de exposiciones temporales, mientras que las salas primera y segunda acogen la obra de Salvador Victoria Marz y la de los amigos del pintor.
Por otra parte, la importancia de la paleontología en esta región ha dado lugar a la apertura hace unos años de un centro de Dinópolis junto al pueblo. En él se pueden observar numerosos fósiles encontrados en la zona, conocida como «región ambarina», nombre que recibe el espacio de Dinópolis en Rubielos.

## Fiestas

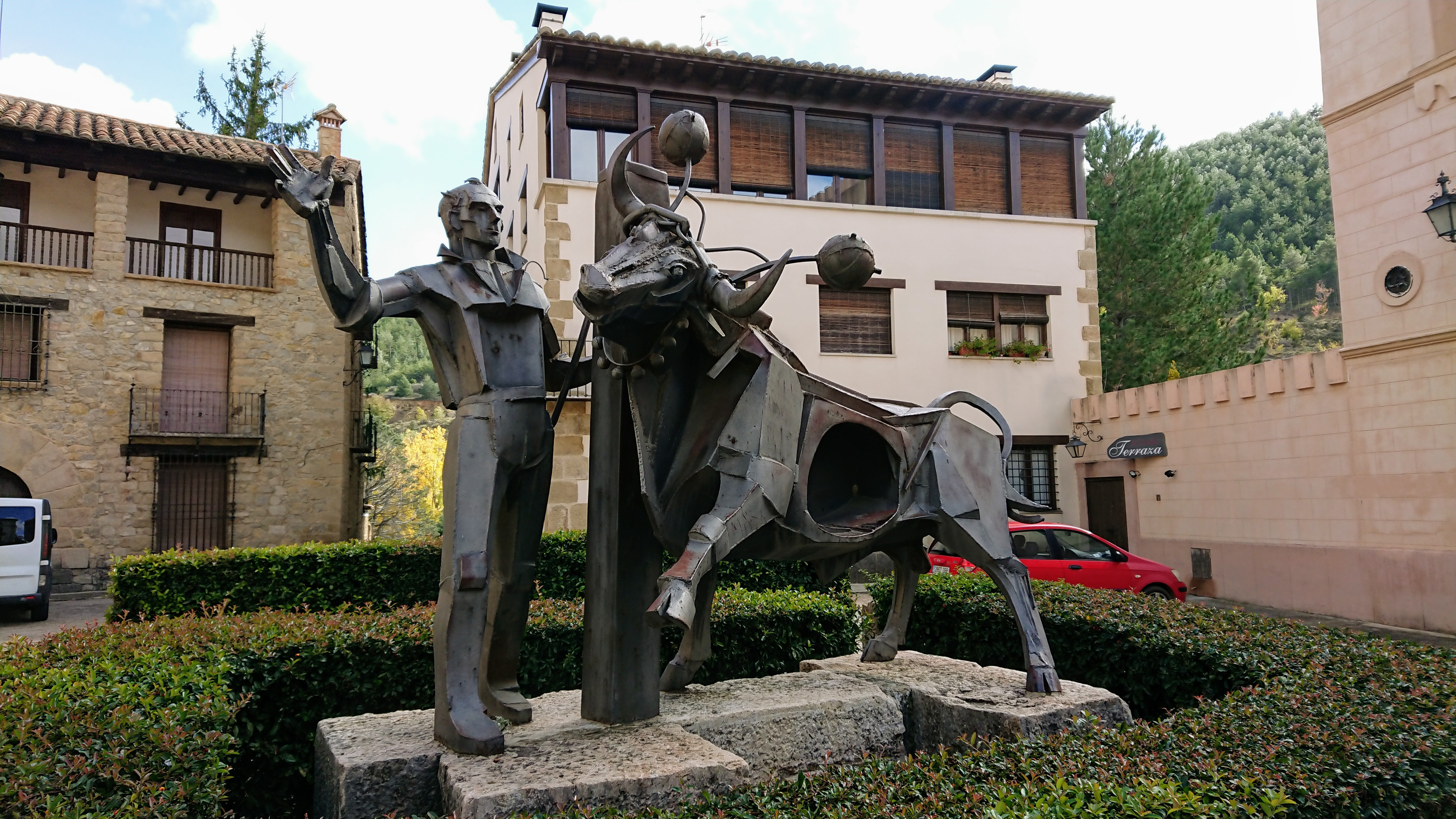
Monumento al toro embolado, del escultor José Gonzalvo Vives

- Las Fiestas de San Antonio Abad se celebran el sábado más próximo al 17 de enero.
- Fiestas de Carnaval.
- Semana Santa.
- San Miguel se celebra el 1 de mayo.
- El 24 de junio o el fin de semana más próximo se festeja San Juan.
- Las fiestas del Carmen son el 16 de julio.
- El festival de verano «Puerta al Mediterráneo» se desarrolla conjuntamente con la vecina Mora de Rubielos. A esta cita del mes de agosto concurren grupos y personalidades de la danza, del teatro y del folclore.
- El fin de semana medieval tiene lugar el último fin de semana de agosto, siempre que los tres días caigan dentro del mes. Los orígenes de la fiesta están relacionados con el toro júbilo, el astado medieval, hace 19 años, cuando el Ayuntamiento decidió retomar esta forma antigua de la fiesta nacional. Además del mercado medieval, se organizan recreaciones históricas.[16]
- Las fiestas patronales de Rubielos se celebran el 14, 15 y 16 de septiembre. El 14 de septiembre se conmemora la Exaltación de la Santa Cruz, el 15 Nuestra Señora del Rosario y el 16 San Roque de Montpellier.[17] En estos festejos destacan el «toro embolado» y el «toro de soga». En el primero, el toro lleva un yuguete con dos bolas de cáñamo con fuego y sobre el lomo se extiende barro para que el animal no sufra quemaduras. El toro de soga (o toro ensogado) tiene más amplio recorrido que el embolado y va atado por una soga, siendo los mozos los encargados de llevar al astado por las calles del pueblo.
- Las fiestas del Pilar tienen lugar el 12 de octubre.